# یارمیلا کراتوخویلووا
یارمیلا کراتوخویلووا (چامورو: Jarmila Kratochvílová، تلفظ چکی: [ˈjarmɪla ˈkratoxvi:lova:] ()؛ زادهٔ ۲۶ ژانویهٔ ۱۹۵۱) دونده دو نیمه‌استقامت اهل جمهوری چک است.
در کارنامه وی مدال نقره دو ۴۰۰ متر در بازی‌های المپیک تابستانی ۱۹۸۰ دیده میشود.